# Ferchestina storozhenkoi
Ferchestina storozhenkoi är en spindelart som beskrevs av Michael Ilmari Saaristo och Yuri M. Marusik 2004. Ferchestina storozhenkoi ingår i släktet Ferchestina och familjen dansspindlar. Inga underarter finns listade i Catalogue of Life.